# Balei
De Balei of Baleiberg is een helling in de uitlopers van de Vlaamse Ardennen in het Belgische Sint-Lievens-Houtem (vlak bij de grens met Borsbeke (Herzele)). De Balei is met zijn 83 meter het hoogste punt van de gemeente. 
Boven op de Balei staat het drie meter hoge bronzen standbeeld van een Romeinse soldaat ('De Romein') van Houtemnaar Robert Goossens. Het beeld werd ingehuldigd in 2004 en verwijst naar de 'Ouden Heirweg' Heirbaan Boulogne-Asse-Tongeren die hier langsliep.
Vanaf 1596 stond de lokale galg op de Balei. De naam van de helling komt dan ook van Banlo, wat 'bos voor rechtspraak' betekent. Aan de Balei ligt het Baleibos, dat deel uitmaakt van natuurgebied Smoorbeekvallei.